# عبد الرزاق المنصوري الجزائري

## نشأته
في  8 شعبانَ 1344هـ الموافقِ لـ: 20 فبرايرَ 1926م، وُلِدَ الشَّيخُ الأُستاذُ عبدِ الرَّزّاقِ بنُ عبدِ القادرِ المنصوريِّ بـ: «جْبالةَ»؛ دائرةِ نَدْرومَةَ؛ بِولايةِ تِلِمْسانَ؛ شَمالَ غَربِ الجزائرِ.
حَفِظَ القرآنَ الكريمَ كاملاً صغيرًا؛ إذْ كَانَ في الحادِيةِ عَشرةَ منْ عُمُرِهِ.

## رحلاته ودراسته
دَرَسَ الشَّيخُ فِي جامعِ القَرَوِيِّين َ فِي مدينةِ فاسٍ (المغربُ)،
و دَرَسَ بِجامِعِ الزَّيتُونَةِ (تُونِسُ) لعدَّةِ سنواتٍ،
ثُمَّ انْتقلَ إلى القاهرةِ (مِصرُ) للدِّراسةِ في الَمعاهدِ الدِّينيَّةِ العِلميَّةِ الإسلاميَّةِ، والجامِعِ الأَزْهَرِ؛ حَيثُ تحصَّلَ على الشَّهادةِ الثانويَّةِ للبُحوثِ سنةَ  1375هـ الموافِقِ لـ: 1952م؛
وكانَ تَرتِيبُهُ السَّادسَ عَشَرَ (16)  منْ أصْلِ ثلاثَةٍ وتِسعينَ (93) طالبًا؛ وبعدَ ذالِكَ تَحصَّلَ علىٰ دَرجةِ اللِّيسَانْسِ  في اللُّغةِ العَرَبِيَّةِ والعُلُومِ الِإسْلامِيَّةِ؛ في مُحرَّمَ سنةَ 1381هـ الموافقِ لِشَهْرِ يُونْيُو 1961م.
وَخِلالَ هٰذِهِ الفِترةِ دَرَسَ الشَّيخُ المَوادَّ الآتِيَةَ: 
1- عِلْمَ اللُّغَةِ
2- النَّحْوَ و الصَّرْفَ و العُروضَ
3- تاريخَ الأدَبِ
4- البَلاغَةَ والنَّقدَ
5- الأَدَبَ والنُّصُوصَ
6- الخَطَّ العَرَبيَّ
7- فِقْهَ اللَّغَةِ
8- التَّفْسيرَ والحَديثَ
9- التَّاريخَ الإسْلاميَّ
10- الأخلاقَ والاجتِماعَ
11 - أُصولَ الفِقْهِ؛
بَعدَ ذَالِكَ؛ عادَ إلى الجَزائِرِ؛ وتَصَدَّرَ لِخِدمَةِ العِلْمِ والدِّينِ

## التدريس
قَامَ الشَّيخُ عبد الرزاق المنصوري بِتَدْرِيسِ اللُّغَةِ العَربِيَّةِ بِثانَويَّةِ الحَوَّاسِّ بِمَدينَةِ سِيدِي بَلْعَبَّاسَ، في الغَرْبِ الجَزَائِرِيِّ من 1 رجبَ 1387هـ الُموافقِ لـ: 4 أُكتوبرَ 1967م، إلى غايةِ  19 مُحَرَّمَ 1409 هـ الموافق لـ: 31 أوتَ  1988 م.
وكان يدَرِّس تَفْسِيرَ القُرآنِ الكَريمِ بِعِدَّةِ مَسَاجِدَ في مدن الجَزَائِرِ.

## وفاته
تُوُفِيَ الشَّيخُ يَومَ الجُمُعَةِ  6 رَبِيعِ الآخِرِ 1416هـ المُوَافِقِ لِـ:  1 سِبْتُمبَرَ 1995 م؛  وَقَدْ أَكْرَمَهُ اللهُ عَزَّ وَجَلَّ ! بِحُسْنِ الخَاتِمَةِ؛ إِذْ تُوُفِّيَ الشَّيْخُ وَهُوَ يَقْرَأُ القُــرْآنَ الكَرِيــمَ (فَمَنْ عَاشَ عَلٰى شَيءٍ ! مَاتَ عَلَيْهِ) !
رَحِـــمَ اللهُ الشَّيــْخَ وَ أَسْــكَنَهُ الفِــرْدَوْسَ الأَعـلٰى آمِيـــن.

## آثاره
مِنْ آثَارِ الشَّيْخِ حَوَالِي 47 بَحثًا فِي أُصُولِ الدِّينِ :
11 بَحْثًا في التَّوحيدِ
17 بَحْثًا في الَمنْهَجِ
9 بحوث فِي الِإيمَانِ وَ العَقِيدَةِ
10 بحوث فِي التَّزْكِيَةِ
وَلَهُ حَوَالِي 45 بَحْثًا في أُصُولِ العِلْمِ:
18 بَحْثًا فِي الفِقْهِ و أُصُولِهِ
1 بحث في الأَدَبِ
1 بحث فِي النَّحْوِ
12 فِي الحَدِيثِ
13 فِي التَّفْسِيرِ وَ عُلُومِ القُـرْآنِ